# Wahlkreis Oelsnitz – Plauen, Land
Der Wahlkreis Oelsnitz – Plauen, Land war ein Landtagswahlkreis zur Landtagswahl in Sachsen 1990, der ersten Landtagswahl nach der Wiedergründung des Landes Sachsen. Er hatte die Wahlkreisnummer 77.
Der Wahlkreis umfasste folgende Städte und Gemeinden des Landkreise Oelsnitz und Plauen-Land: Adorf, Arnoldsgrün, Bad Brambach, Bad Elster, Bobenneukirchen, Bösenbrunn, Dehles, Dröda, Droßdorf, Ebmath, Eichigt, Fröbersgrün, Geilsdorf, Gettengrün, Großfriesen, Großzöbern, Gutenfürst, Heinersgrün, Helmsgrün, Herlasgrün, Hermsgrün-Wohlbach, Jocketa, Jößnitz, Kauschwitz, Kemnitz, Kloschwitz, Kobitzschwalde, Kornbach, Krebes, Kürbitz, Leubetha, Leubnitz, Lottengrün, Marieney, Mechelgrün, Mehltheuer, Meßbach, Mißlareuth, Möschwitz, Mühlhausen, Neuensalz, Neundorf, Oberhermsgrün, Oelsnitz, Ottengrün, Planschwitz, Posseck, Raun, Rebersreuth, Reuth, Rodau, Rodersdorf, Rößnitz, Ruppertsgrün, Sachsgrün, Schneckengrün, Schönberg,
Schönberg, Schönbrunn, Schwand, Sohl, Steinsdorf, Straßberg, Syrau, Taltitz, Theuma, Thoßfell, Tiefenbrunn, Tirpersdorf, Tirschendorf, Triebel/Vogtl., Unterwürschnitz, Weischlitz, Wiedersberg und Zobes.
Für die Landtagswahlen 1994 wurde auch infolge der Kreisreform die Wahlkreisstruktur verändert, zudem wurde die Zahl der Wahlkreise von 80 auf 60 verringert. Das Gebiet des Wahlkreises Oelsnitz – Plauen, Land ging im neugebildeten Wahlkreis Elstertal auf. Ausgenommen davon war einzig die bis dahin eigenständige Gemeinde Meßbach, die zu Beginn des Jahres 1994 nach Plauen eingemeindet worden war.

## Ergebnisse
Die Landtagswahl 1990 fand am 14. Oktober 1990 statt und hatte folgendes Ergebnis für den Wahlkreis Oelsnitz – Plauen, Land:
| Direktkandidat | Partei (Kürzel) | Erststimmen (%) | Zweitstimmen (%) |
| -------------- | --------------- | --------------- | ---------------- |
|                | DA              | -               | 00,4             |
| Jochen Melzer  | CDU             | 51,4            | 57,3             |
|                | Chr. L          | -               | 00,8             |
|                | DBU             | -               | 00,4             |
|                | DSU             | -               | 03,9             |
|                | F.D.P.          | 14,5            | 07,9             |
|                | LL-PDS          | 07,0            | 06,8             |
|                | NPD             | -               | 00,4             |
|                | FORUM           | 05,0            | 03,5             |
|                | RAP             | -               | 00,1             |
|                | SHB             | -               | 00,1             |
|                | SPD             | 15,7            | 18,4             |

Es waren 46.993 Personen wahlberechtigt. Die Wahlbeteiligung lag bei 77,4 %. Von den abgegebenen Stimmen waren 2,7 % ungültig. Als Direktkandidat wurde Jochen Melzer (CDU) gewählt. Er erreichte 51,4 % aller gültigen Stimmen.